# Terra Alta (Weinbaugebiet)

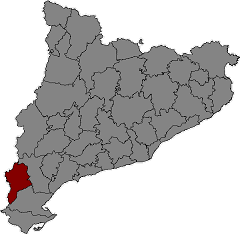
Lage der Comarca und des Weinbaugebiets Terra Alta

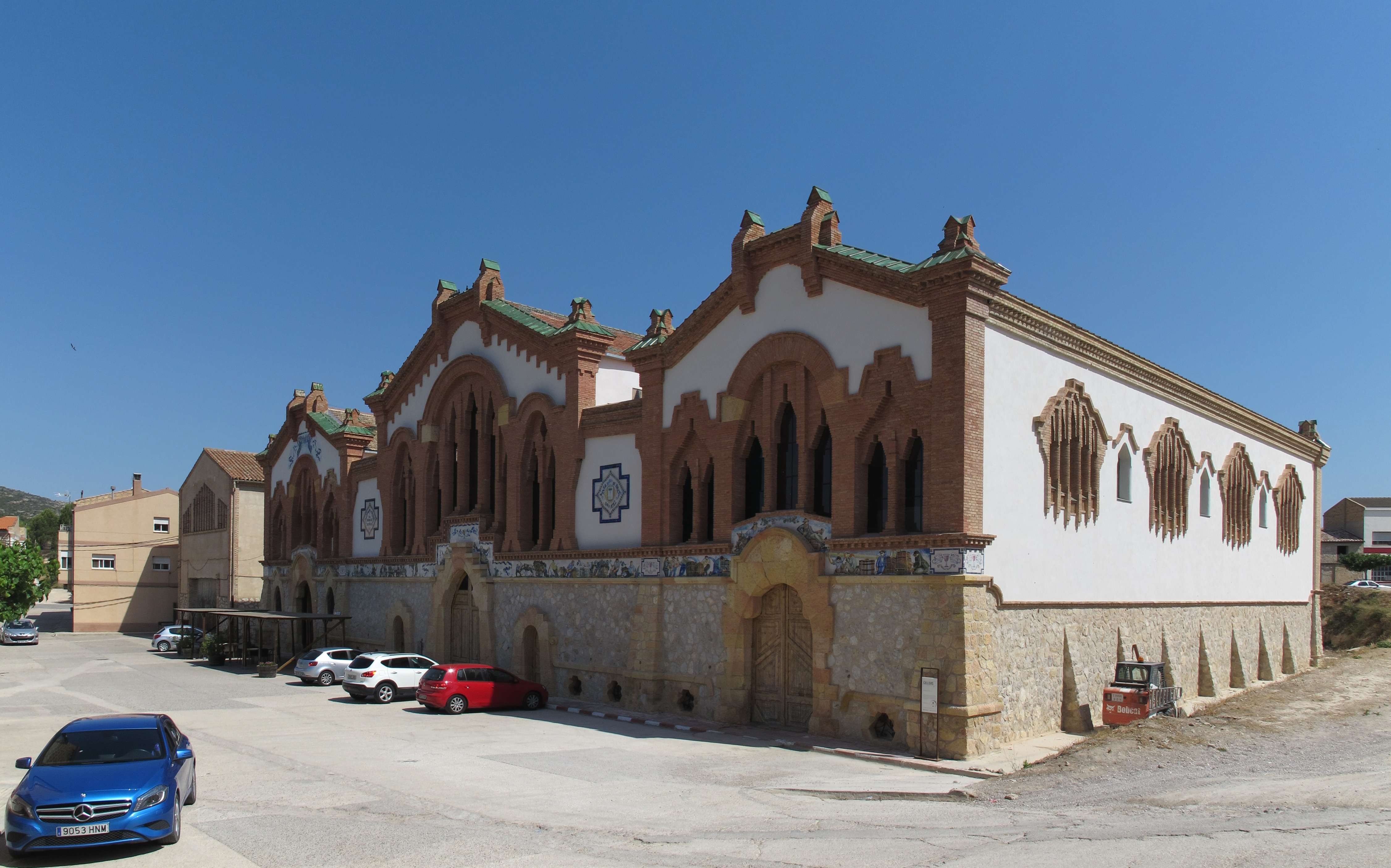
Genossenschaftskellerei in El Pinell de Brai

Die Denominación de Origen (D.O.) Terra Alta ist ein Weinbaugebiet im Südwesten von Katalonien. Es ist nach seiner geographischen Lage, einer etwa 740 km² großen Hochlandregion benannt.

## Lage
Das für die D.O. definierte Gebiet ist identisch mit dem der Comarca Terra Alta im Süden der autonomen Region Katalonien, im Westen der Provinz Tarragona. Im Westen grenzt Terra Alta an die Region Aragonien, die nördliche Grenze bildet etwa der Ebro. Die DO umfasst die folgenden 12 Gemeinden: Arnes, Batea, Bot, Caseres, Corbera d’Ebre, La Fatarella, Gandesa, Horta de Sant Joan, El Pinell de Brai, La Pobla de Massaluca, Prat de Comte und Vilalba dels Arcs.

## Geschichte
Der Weinbau in dieser Region kann bis ins frühe Mittelalter nachgewiesen werden: Gesetzestexte von Las Costums d’Orta aus dem Jahr 1296 und von Miravet aus dem Jahr 1319 geben Regeln für den Weinanbau und die Weinerzeugung vor.
Im 18. Jahrhundert wurde Wein auf einem großen Teil der landwirtschaftlichen Nutzfläche von Terra Alta angebaut, etwa um 1900 waren mehr als 5000 Hektar mit Wein bepflanzt.
Vorherrschend war die weiße Rebsorte Garnacha Blanca. Wein wurde für den lokalen Verbrauch und als Grundlage für Cava und die traditionellen katalanischen Produkte Mistela und Vi Ranci erzeugt.
Mit dem spanischen Weingesetz vom Dezember 1970 (ratifiziert 1972) wurde die geschützte Ursprungsbezeichnung „Terra Alta“ eingeführt. Die offizielle Anerkennung des DO Status und die Schaffung der Kontrollbehörde (Consejo Regulador) erfolgte am 28. Mai 1982 durch entsprechende Gesetze bzw. durch deren Bestätigung am 22. Juli 1985.
Wichtige Änderungen der Regelungen erfolgten im Juli 1995 – vor allem wurden weitere Rebsorten autorisiert.
Heute (Stand 31/07/2006) bewirtschaften etwa 1650 Winzer 6500 Hektar, Wein wird in 33 Kellereien erzeugt. Es wird etwa zu gleichen Teilen Weiß- und Rotwein erzeugt. 69 % des Weines erfüllen die D.O. Vorgaben.

## Boden
Die Weinberge liegen zwischen 350 und 500 m hoch.
Im Allgemeinen sind die Böden quartären Ursprungs, kalkreich und mit lehmig-toniger Struktur. Sie sind arm an organischen Materialien und haben ein gutes Wasserspeichervermögen.

## Klima
Das Klima ist mediterran mit kontinentalen Einflüssen. Die Sommer sind lang und heiß mit Temperaturen bis 38 °C. In den kalten Wintern kann die Temperatur bis auf −5 °C fallen. Es gibt reichlich Sonnenschein und eine Niederschlagsmenge von 350 bis 500 mm/Jahr (abhängig von der Lage). Charakteristisch und mit starkem Einfluss auf den Weinanbau sind zwei Winde – der trockene Nordwind Cierzo und der kühlende Wind Garbí vom Mittelmeer.

## Wein
Empfohlen ist die Verwendung der Weißweinsorten Garnacha Blanca, Macabeo und Parellada. Weiterhin sind Sauvignon Blanc, Moscatel de grano pequeño (Frontignan), Moscatel de grano grande (Alejandría), Chenin Blanc, Pedro Ximénez und Chardonnay autorisierte weiße Rebsorten.
Garnacha Tinta, Garnacha Peluda und Samsó (Mazuela bzw. Carignan) sind die empfohlenen roten Rebsorten. Außerdem sind Tempranillo, Cabernet Franc, Cabernet Sauvignon, Merlot, Garnacha Tintorera und Syrah genehmigt.
Zur Erreichung des D.O. Status muss folgender minimaler bzw. maximaler Alkoholgehalt eingehalten werden:
Weiß: 12,5 % bis 15 % Vol.
Rose: 12 % bis 15 % Vol.
Rot: 12,5 % bis 15 % Vol.
Rancio, Mistela und Süßweine: 15 % bis 20 % Vol.
Perl- und Schaumwein: 11 % bis 12,5 % Vol.
Siehe auch: Weinbau in Spanien